# Corbești (okręg Marusza)
Corbești (węg. Székelycsóka) – wieś w Rumunii, w okręgu Marusza, w gminie Acățari. W 2011 roku liczyła 118 mieszkańców.